# Lacera alope
Lacera alope là một loài bướm đêm trong họ Erebidae.

## Hình ảnh

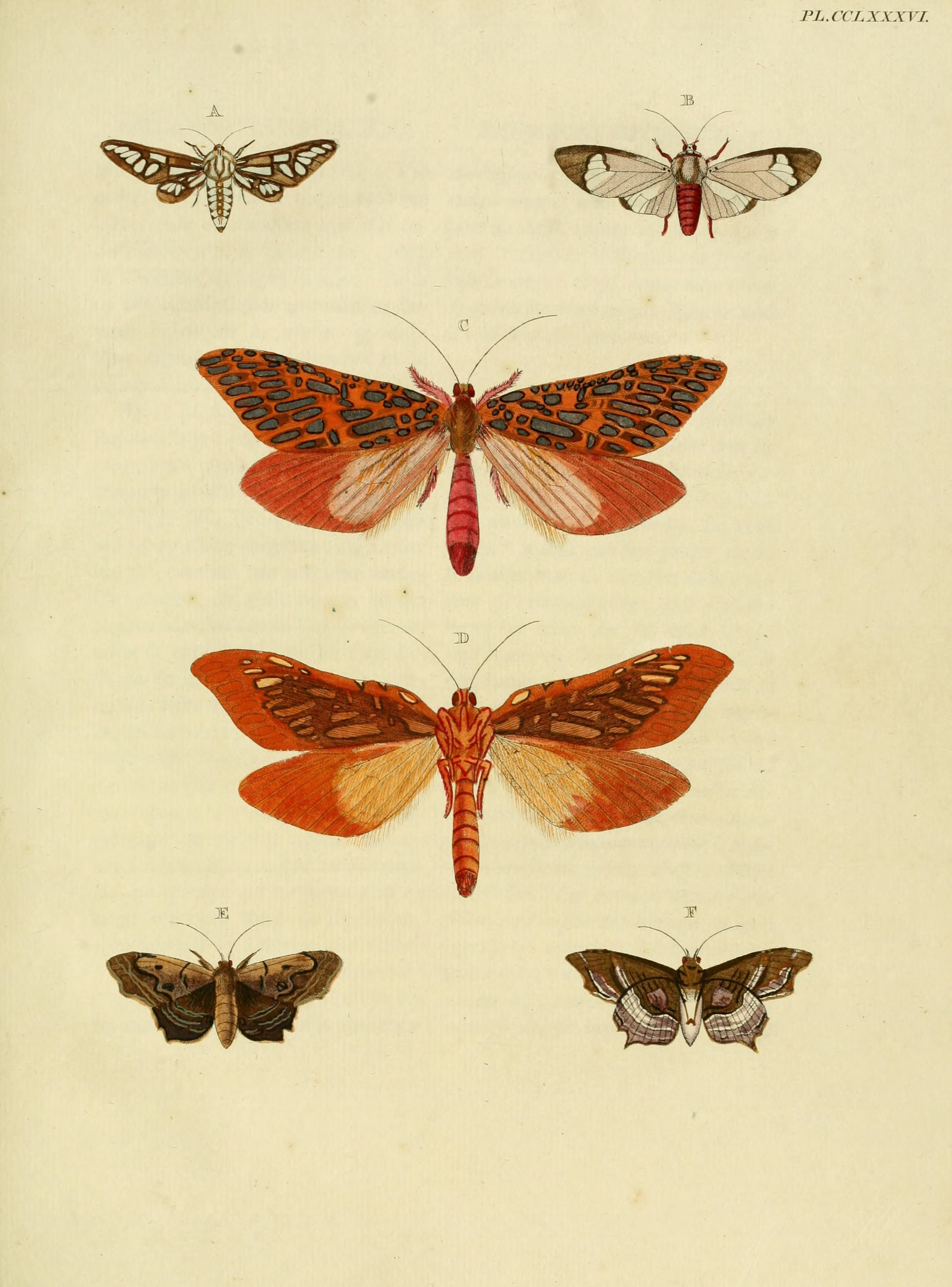